# Aladár Szoboszlay
Aladár Szoboszlay (n. 18 ianuarie 1925, Timișoara – d. 1 septembrie 1958, Arad) a fost un preot romano-catolic executat în urma Procesului Szoboszlay.

## Viața

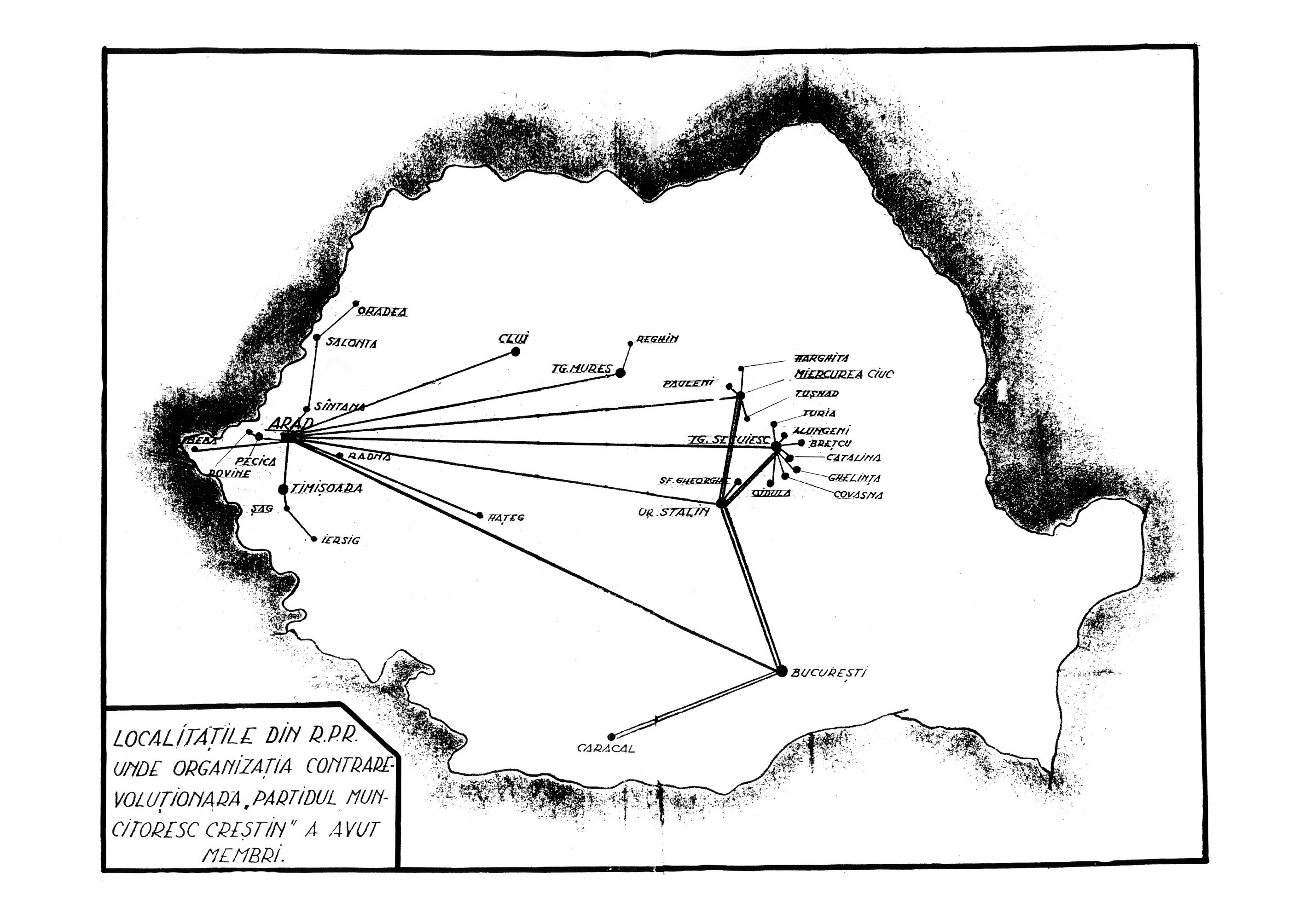
Harta mișcării Szoboszlay

Aladár Szoboszlay s-a născut în cartierul Mehala din Timișoara. În 1943 a obținut bacalaureatul cu rezultat excelent în Cluj. În anul 1948 a fost hirotonit preot de episcopul Augustin Pacha la Timișoara. După hirotonire a rămas 4-5 luni preot capelan în Timișoara, după care a fost numit preot paroh la Pecica, unde a slujit până în 1951. Deja în această perioadă a atras atenția Securității prin predicile sale libere și prin activitățile desfășurate cu copiii catolici din Pecica. Din septembrie 1951 până în decembrie 1952 a fost transferat la cea mai importantă biserică din Arad, Biserica Minoriților din Arad, de unde călugării minoriți au fost internați la Estelnic. Prima activitate a lui a fost organizarea unei campanii de adunare de mâncare pentru călugării internați. Și aici a continuat predicile libere împotriva regimului, la care au participat un tot mai mare număr de oameni. În 1 decembrie 1952 a fost numit ca preot în biserica din Grădiște, unde a fost urmat de majoritatea credincioșilor.
În urma conflictelor cu superiorii săi și presiunea autorităților, în mai 1953 a fost suspendat din funcția a preot. În 22 octombrie 1953 a fost arestat și condamnat la 6 luni de închisoare.
După închisoare, în mai 1954, a fost numit ca preot la Șag, după care din 13 octombrie 1956 la Beba Veche. În 6 februarie 1957 autoritățile interne au dispus monitorizarea lui, și în 10 septembrie 1957 a fost arestat.
În procesul Szoboszlay, prin hotărârea 719/1958 din 15 mai 1958, a fost condamnat la moarte împreună cu alte 9 persoane. Președintele completului de judecată a fost Pál Macskási. Celelalte 47 de persoane pârâte în proces au fost condamnate la închisoare ori la muncă forțată, sub acuzația de conspirație împotriva statului.
În 1 septembrie 1958, între orele 23-24, împreună cu ceilalți 9 condamnați a fost executat la Arad și înmormântat într-un loc necunoscut.

## Acțiuni reparatorii
În anul 2018 Parchetul Militar Timișoara a deschis un dosar penal pentru omor și infracțiuni contra umanității în cazul celor zece persoane care au fost executate în lotul respectiv.